# Круча де Сус (Вранча)
Круча де Сус (рум. Crucea de Sus) насеље је у Румунији у округу Вранча у општини Панчу. Oпштина се налази на надморској висини од 269 m.

## Становништво
Према подацима из 2002. године у насељу је живело 846 становника, од којих су сви румунске националности.